# Oranje menievogel
De oranje menievogel (Pericrocotus flammeus) is een kleine oscine zangvogel. De menievogel komt voor in de tropisch Zuid-Azië en Zuidoost-Azië.

## Kenmerken
De oranje menievogel is 19 - 22 cm lang met een forse, donkere snavel en lange vleugels. Het mannetje heeft glanzend zwarte, bovendelen en kop. De buik is oranje. De staartranden en stuit zijn oranje er is een oranje vlek op de vleugel.
Het vrouwtje is grijs boven, met gele buik, borst en kop, verder gele staartranden en een gele vlek op de vleugel. De stuit is geelgroen.

## Verspreiding en leefgebied
De oranje menievogel is een algemene standvogel en komt voor van India tot Zuid-China, Thailand, het schiereiland Malakka, Sumatra, Borneo, Java en de Filipijnen. Het leefgebied is regenwoud of secondair bos in laagland en heuvelland (onder de 1200 m).

## Status
De oranje menievogel heeft een groot verspreidingsgebied. De grootte van de populatie is niet gekwantificeerd, maar de vogel is in de meeste gebieden algemeen. Om deze redenen staat de oranje menievogel als niet bedreigd op de Rode Lijst van de IUCN.

Foto's uit West-Bengalen, India
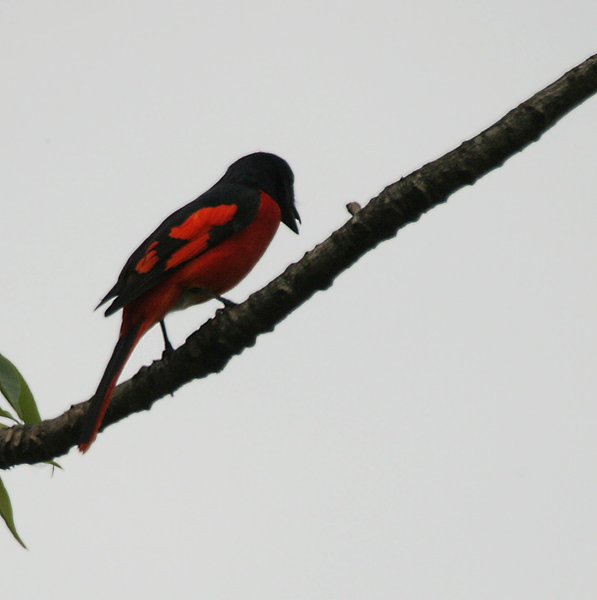
Mannetje
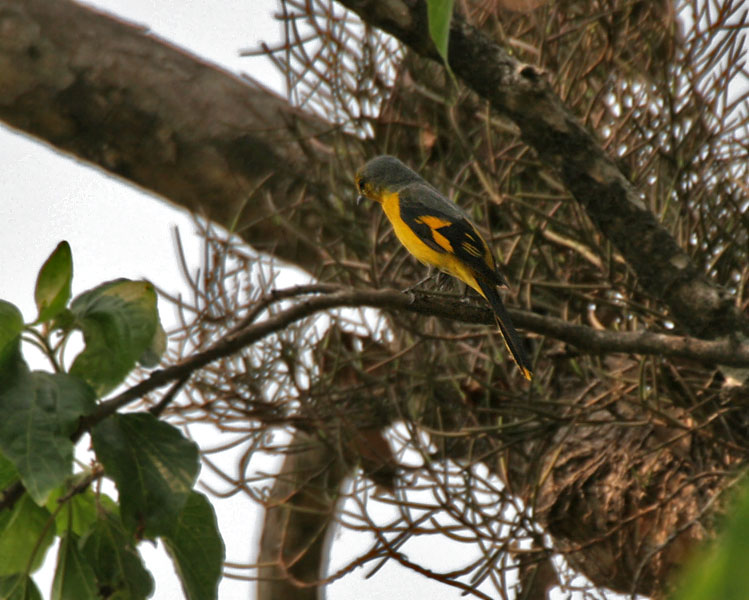
Vrouwtje
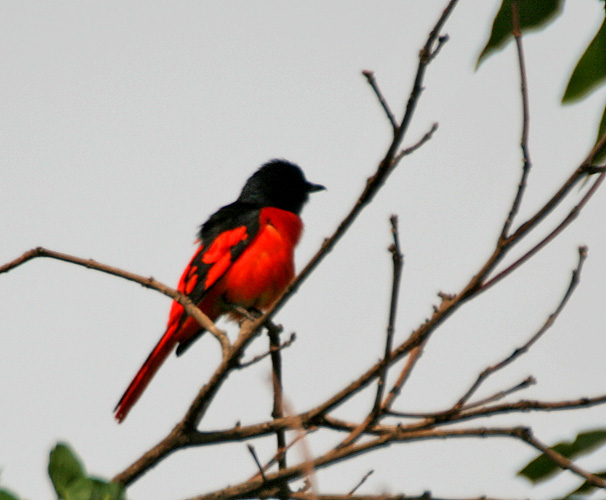
Mannetje
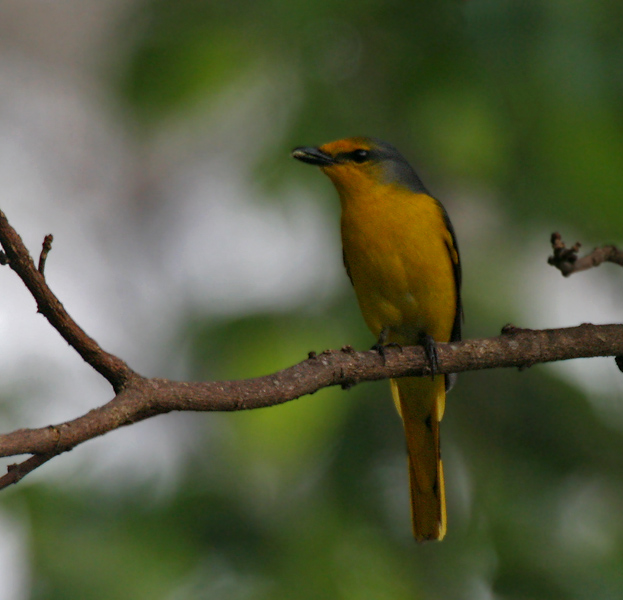
Vrouwtje.